# Gare de Neussargues
Gare de Neussargues – stacja kolejowa w Neussargues-Moissac, w departamencie Cantal, w regionie Owernia-Rodan-Alpy, we Francji. Obecnie jest zarządzana przez SNCF (budynek dworca) i przez RFF (infrastruktura).
Stacja jest obsługiwana przez pociągi Intercités, TER Auvergne  oraz pociągi towarowe Fret SNCF.

## Linie kolejowe
- Béziers – Neussargues
- Figeac – Arvant
- Bort-les-Orgues – Neussargues